# Dong Biwu
Dong Biwu (chinois classique : 董必武), né à Huanggang dans le Hubei le 5 mars 1886 et mort le 2 avril 1975 (à 89 ans), est un homme d'État communiste chinois, jouant un rôle important sous le régime de Mao Zedong.

## Biographie

### Enfance et études
Dong Biwu naît à Huanggong, dans le Hubei, au sein d'une famille de la haute bourgeoisie non propriétaire. Il reçoit une éducation classique et étudie de 1913 à 1918 au Japon après la révolution de 1911.
En tant que membre fondateur du PCC en 1921, il étudie à Moscou de 1927 à 1931, puis revint en Chine, pour travailler étroitement avec Mao Zedong.

### Membre fondateur du PCC et ascension
Il joue un rôle important au sein de l'administration politique sous le régime communiste. Il est l'un des fondateurs du parti communiste chinois. Il est membre du 7e Politburo du PCC. En avril 1945 soit juste avant la fin de la Seconde Guerre mondiale, Dong Biwu arrive à San Francisco, en tant que membre de la délégation chinoise qui participe au Congrès fondateur des Nations unies. Durant son voyage aux États-Unis il pointe les menaces de la guerre civile chinoise et en profite pour rencontrer des étudiants communistes.
Après la victoire des communistes en 1949, il devient vice-président en 1959. Il est également chef de la Cour populaire suprême chinoise, de 1954 à 1959. Il est membre des 8e, 9e et 10e Politburos du PCC.

### Fin de carrière dans les hautes sphères de la RPC
Membre du Politburo de 1938 à sa mort, il évite, exceptionnellement, pour un modéré du parti, la purge de la révolution culturelle 1966-1969. Il est officiellement vice-président de la république populaire de Chine de 1968 à 1972 avec Song Qingling puis exerce seul de 1972 à 1975 la présidence.
Il meurt un an avant Mao Zedong.